# Helsingør IF
Helsingør Idrætsforening förkortat Helsingør IF eller "HIF" är en dansk idrottsförening som grundades 1899 i Helsingör. Idrottsföreningen har haft fyra sektioner: friidrott, gymnastik, handboll och fotboll.

## Handboll
Föreningen har tidigare varit landets ledande handbollslag (på 1980-talet) och innehar samtidigt det officiella världsrekordet som den klubb som har spelat i landets högsta liga längst tid. Världens första registrerade handbollsmatch ägde rum 1907 i Helsingör, enligt dansk historieskrivning, och slutade 0-21 till Ordrup. Herrhandbollslaget har vunnit 5 Danska Mästerskap. Elithandbollslaget, som hette Elite 3000 Håndbold för herrar är numera sedan 2009, sammanslaget med Helsinge och Hillerød och spiller i landets högsta serie under benämningen Nordsjælland Håndbold och tränar i Helsingørhallarna på Gamla Hellebækvej i stadsdelen Sundparken. Klubben har också varit framgångsrik på damsidan med tre Danska Mästerskap. Klubbens mest kända namn är Mikkel Hansen som tre gånger blivit utsedd till världens bästa handbollsspelare.

### Meriter
- 5 DM-guld i Danska Mästerskapet i handboll för herrar 1951.1958, 1981, 1985 och 1989
- 3 DM-guld i Danska Mästerskapet i handboll för damer 1963, 1983 och 1984

## Fotboll
Fotbollssektionens elitlag som hette Elite 3000 Fotbold var också en sammanslagning med flera av de omkringliggande småklubbarna den 1 augusti 2005. Det var Helsingør IF, Helsingør FC, Frem Hellebæk IF, Vapnagaard FK72 and Snekkersten IF som gick samman och går sedan 2012 under namnet FC Helsingør. Efter många år lyckades det för Helsingör IF 2008/2009 att ta dig till Division 2 öst . Laget spelar nu sina hemmamatcher på Helsingør Stadion, som ligger i stadsdelenar Højstrup och Marienlyst i norra Helsingör. Sommaren 2019 flyttar klubben till Nya Helsingør Stadion.

## Friidrott
Föreningen som idag heter HIF Atletik har haft flera friidrottare i det danske landslaget. Under vinterperioden håller friidrottarna till i Snekkerstenshallen, en av Danmarks mest moderna inomhus friidrottsarenor.

### Bemärkta friidrottare
- Henning Larsen, maratonlöpare som deltog i OS 1948[4]
- Erik Jørgensen, medeldistanslöpare som deltog i OS 1948[5]
- Aage Poulsen ,medel och långdistanslöpare som deltog i OS 1948[6]